# Leptosomatum indicum
Leptosomatum indicum är en rundmaskart som beskrevs av Stewart 1914. Leptosomatum indicum ingår i släktet Leptosomatum och familjen Leptosomatidae. Inga underarter finns listade i Catalogue of Life.